# Burg Leubsdorf
Die Burg Leubsdorf ist ein spätgotisches Burghaus im Zentrum der Ortsgemeinde Leubsdorf im Landkreis Neuwied in Rheinland-Pfalz. Sie ist neben der Pfarrkirche St. Walburgis ein Wahrzeichen von Leubsdorf.

## Geschichte und Baubeschreibung
Die spätmittelalterliche Burg wurde Ende des 14. oder Anfang des 15. Jahrhunderts erbaut. Das dreigeschossige Bauwerk hat einen rechteckigen Grundriss und ein Meter dicke Mauern mit schmalen Fenstern. Vier polygonale Fachwerktürmchen an den Ecken mit spitzen Helmen begrenzen das Dach. Ein eingeschossiges barockes Fachwerkhaus mit Mansarddach wurde im 18. Jahrhundert an der Südseite angebaut.
Die Burg wechselte mehrmals ihre Besitzer. Erstmals wurde im 15. Jahrhundert eine Familie namens Rump als Burgbesitzer erwähnt. Später ging das Gebäude auf eine freiadlige Familie von Selbach über. Einer der nachfolgenden Burgherren war der Kölner Ratsherr Caspar Schnickel, in dessen Besitz die Anlage im Jahre 1723 gelangte. Die Leubsdorfer Familie Schneider-Degen bewohnt heute die Burg in der sechsten Generation.

## Denkmalschutz
Die Burg Leubsdorf ist in der Liste der Kulturdenkmäler in Leubsdorf (am Rhein) verzeichnet.